# Doda taiwanensis
Doda taiwanensis är en insektsart som beskrevs av Zhang och Webb. Doda taiwanensis ingår i släktet Doda och familjen dvärgstritar. Inga underarter finns listade i Catalogue of Life.